# Beitzel Peak
Beitzel Peak ist eine Erhebung der Marble Hills in der Westantarktis. Der im Nordwesten der Hügelkette gelegene Gipfel liegt etwa 1,5 Seemeilen (2,8 km) südöstlich des Minaret Peak. Östlich des Beitzel Peak liegen die Craddock Crags.
Die Erhebung wurde im Jahr 1966 vom Advisory Committee on Antarctic Names nach John E. Beitzel benannt, einem Geophysiker und Mitglied zweier Südpol-Königin-Maud-Land-Durchquerungen des United States Antarctic Program in den Jahren 1964–1965 und 1965–1966.